# 1707 en droit
Cet article présente les faits marquants de l'année 1707 en droit.

## Événements
- 1er mai : entrée en vigueur de l'Acte d'Union. Création du Royaume-Uni : les royaumes d'Angleterre et d'Écosse sont unis dans le « Royaume-Uni de Grande-Bretagne » par la reine Anne Stuart[1].
  - Les Écossais gagnent des avantages économiques et politiques qui contribuent à souder les deux royaumes. Une députation représente l’Écosse au Parlement de Londres (45 députés aux Communes et 16 lords). L’Écosse conserve sa justice et son Église presbytérienne. Elle obtient un système fiscal particulier qui prend en compte un niveau de vie plus bas qu’en Angleterre. Le pays s’ouvre à l’espace économique anglais et participe au commerce d’outre-mer.

- 29 juin : Philippe V d'Espagne abolit les fueros de Valence et d’Aragon[2].

- 10 juillet : à Barcelone, les Britanniques imposent à « Charles III » un traité leur accordant de nombreux privilèges commerciaux.

- 3 novembre : Neuchâtel devient une principauté prussienne tout en restant unie à la Confédération Suisse[3].